# Stintino
Stintino (sardinsky: Isthintìni, Istintìnu) je italská obec (comune) v provincii Sassari v regionu Sardinie. Nachází se ve výšce 9 metrů nad mořem a má přibližně 1 500 obyvatel. Rozloha obce je 59,04 km².